# Baranyay Géza
Zákos és Bodorfalvi Baranyay Géza (Pest, 1858. április 25. – Ógyalla, 1927. november 9.) nagybirtokos, vármegyei bizottsági tag.

## Élete
Szülei Baranyay Gáspár és kövesszarvi Gosztonyi Anna voltak, akik nagy gondot fordítottak nevelésére. Testvérei Baranyay István és Baranyay Mária voltak.
Gimnáziumi tanulmányait Tatán és Budapesten végezte, egyetemi tanulmányait a lipcsei és budapesti egyetemeken. Befejezésük után gazdasági pályára lépett, melyre ismereteit Halle és Berlin egyetemein szerezte meg. Kurtakeszin élt, ahol úrilaka is volt. Komárom vármegye törvényhatósági bizottságának tagjaként elsősorban közgazdasági témákkal foglalkozott.
Atyjától örökölte a közügyek iránt való érdeklődését és a vármegye gazdasági ügyeiben vezető szerepet vitt. A szövetkezeti eszme lelkes pártolója, 1904-ben megalapította a Komáromvármegyei Gazdasági Egyesület szövetkezeti központját, melyhez 35 szövetkezet és 15 gazdakör tartozott. Tevékeny elnöke volt a Gazdasági Egyesület méhészeti szakosztályának. A kulturális tevékenysége is jelentős, a Komáromvármegyei és Városi Múzeum-Egyesület igazgatója, majd a Jókai Egyesület ügyvezető elnöke és a vármegyei törvényhatóság könyvtári bizottságának elnöke volt. Az 1905-1906. évek politikai küzdelem egyik vezére és a megye ellenállását irányító jóléti bizottság elnöke volt. 1906-ban felvetette a múzeum önálló képzőművészeti gyűjteményének létesítését. Az Országos Magyar Gazdasági Egyesület és az Országos Gazdaszövetség igazgatótanácsi tagja volt.
Felesége kesseleőkői Majthényi Anna, gyermekeik Fáy Matild (Fáy István főispán felesége), Baranyay Gabriella (gróf Pálffy Andorné), Ilona és Baranyay Lajos (1892-1934). Kurtakeszin nyugszik, Sipos Félix Antal udvardi esperes tartotta gyászszertartását.
A csehszlovák földreform során nagy anyagi kárt szenvedett. Arcképét Komáromi Kacz Endre örökítette meg, ami ma a Duna Menti Múzeum gyűjteményében található.

## Elismerései
- 1909 Vaskorona-rend III. osztálya[7]

## Művei
Az igazgatói jelentéseket írta a komáromi múzeum egyesület évkönyveibe.